# Sông Po

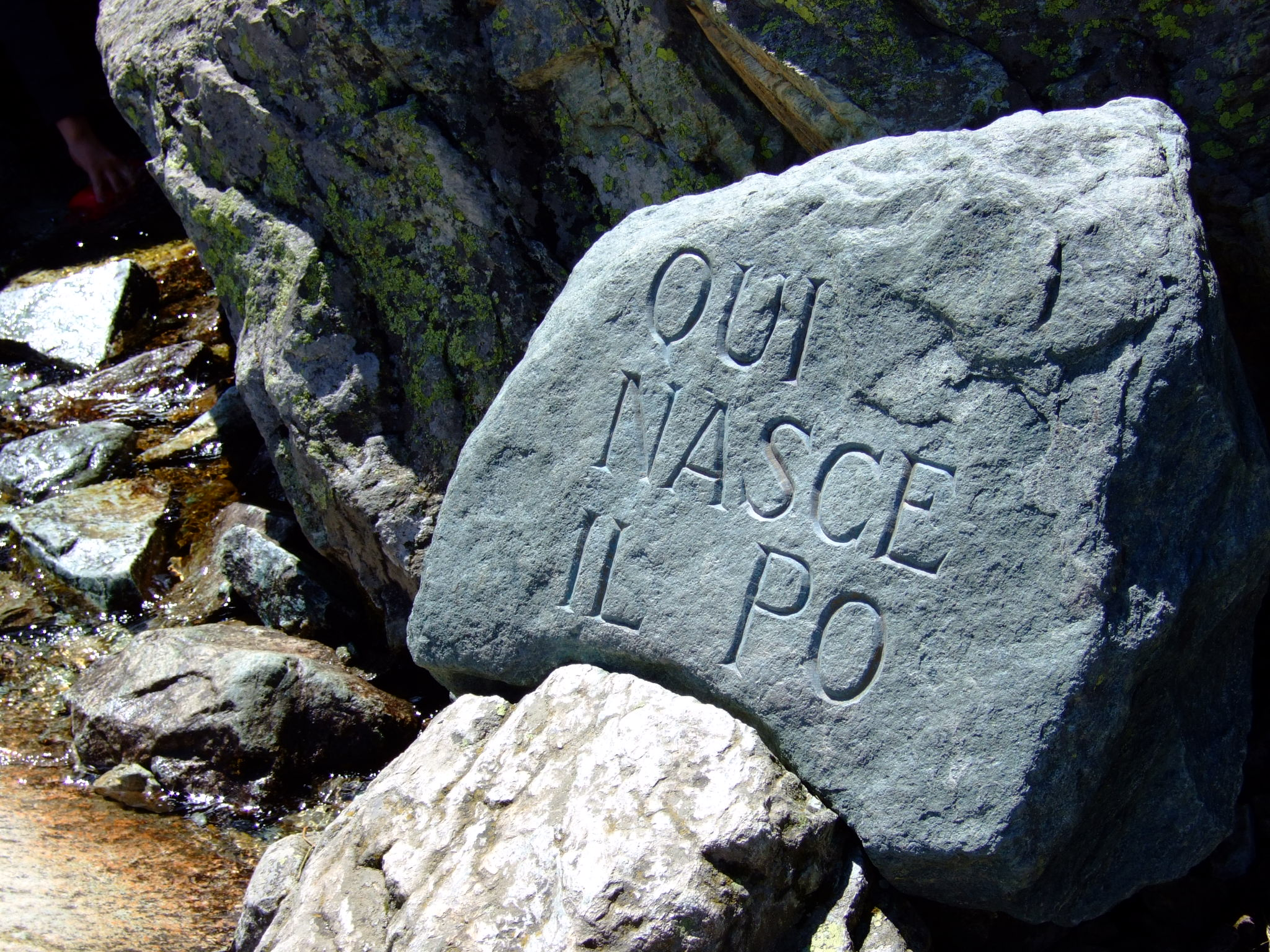
Viên đá đánh dấu dòng suốt nơi khởi đầu sông Po. Trên viên đá khắc dòng chữ "Sông Po được sinh ra ở đây".

Sông Po thuộc miền bắc lãnh thổ nước Ý, với chiều dài 652 km (405 dặm),sông Po là con sông dài nhất nước Ý. Diện tích lưu vực của sông Po lên tới khoảng 71,000 km ² với lưu lượng nước đổ về lớn nhất, nơi nhỏ nhất là khoảng 270 m³ / s, trung bình là 1.540 m³ / s và tối đa là 13.000 m³ / s. Sông Po bắt nguồn tại Piedmont, chảy qua 5 thủ phủ của năm tỉnh (theo thứ tự là:Torino, Pavia, Piacenza, Cremona và Ferrara) và còn kéo dài qua biên giới giữa vùng Lombardia và Emilia-Romagna cũng như vùng Veneto. Sông Po đổ ra biển Adriatic gần Venezia qua hạ lưu là một vùng đồng bằng gồm 6 cửa sông. Do vị trí địa lý, chiều dài, lưu lượng nước, sông Po đóng 1 vai trò quan trọng trong các sự kiện lịch sử, xã hội và kinh tế diễn ra từ xưa cho đến ngày nay,sông Po được công nhận là nguồn nước quan trọng nhất của nước Ý.

## Một số hình ảnh
Hình ảnh sông Po
- tại Torino
- Tại Torino
- Tại Piacenza
- Tại Mantua
- Tại Ferrara